# Pedro Martinelli
Pedro José Martinelli é um fotógrafo brasileiro. Entre seus principais trabalhos está o primeiro registro de contato do homem branco com os índios Panará.

## Biografia
Pedro Martinelli nasceu em 1 de janeiro de 1950 e começou no jornalismo como fotógrafo em "A Gazeta Esportiva" (1967). Passou pelo "Diário do Grande ABC" (1968-70) e "O Globo" (1970-75), quando cobriu a expedição de contato dos índios Kranhacãrore (hoje chamados Panará).
Trabalhou depois em "Veja" (1976-83) e chefiou o "Estúdio Abril" (1983-94). Desde 1994, dedica-se à documentação da vida do homem da Amazônia, da qual resultou em livro.
Em 1970, quando o regime militar botou em marcha os primeiros acordes do chamado "Plano de Integração Nacional" e iniciou a construção de rodovias que cortariam a floresta amazônica, Pedro, então com 20 anos, foi escalado pelo jornal "O Globo" para cobrir a célebre expedição de "atração" dos chamados Kranhacãrore, os "índios gigantes", na rota da abertura da rodovia Cuiabá-Santarém.
Fez a sua pós-graduação de mato na Amazônia, tendo Cláudio Villas Bôas como mestre. Durante três anos, aguardou pacientemente na rede, meses a fio, o desfecho da história. Descobriu quanto custa fazer uma documentação fotográfica profunda, numa região imensa, desconhecida e onde o que dá o ritmo (ainda) é a natureza. Seus registros memoráveis do cerco aos Kranhacãrore viriam se completar somente 25 anos mais tarde, quando reencontrou os Panará - o verdadeiro nome da tribo - e pôde documentar o seu retorno ao que sobrou do território tradicional, depois do vendaval predatório das madeireiras, das empresas agropecuárias e dos garimpos que se instalaram na região dos afluentes da margem esquerda do médio Xingu, no rastro da estrada. A esta altura, Pedro Martinelli já havia deixado o emprego fixo e estava andando por sua conta, sem a pressão das pautas de curto prazo e o jugo dos editores, para se dedicar prioritariamente à documentação do cotidiano do homem da Amazônia, do qual o livro Amazônia - O Povo das Águas é um primeiro fruto.
Pedro é um fotógrafo artesanal, que só utiliza câmeras mecânicas sem adereços, sempre depois de uma aproximação profundamente humana e alegre com as pessoas e comunidades protagonistas das histórias que está aprendendo para contar.